# 阿爾曼蟻科
阿爾曼蟻科（Armaniidae）是膜翅目蟻總科（Formicoidea）下一個已滅絕的類群，其化石出土於亞洲及非洲的沉積層，年代為白堊紀，形似螞蟻。某些學者認為本科應為蟻科的基群，作為蟻科下的亞科阿爾曼蟻亞科（Armaniinae）；某些學者則將本類群作為蟻總科下的一個科。本科7屬13種。

## 歷史與分類
某些學者認為阿爾曼蟻科是蟻科的基群，蜂蟻亞科則是其他蟻科的姊妹群；某些學者則認為阿爾曼蟻科是類似螞蟻的蜂類，可能是蟻科的姊妹群。古昆蟲學家 Engel 和 Grimaldi 認為阿爾曼蟻科可能為並系群，此看法與首次描述該科的俄國古昆蟲學家 Dlussky 的看法相悖，Dlussky 在1983年建立該科時，將其視為土蜂科 (Scoliidae) 與蟻科之間的過渡類群。螞蟻學家 Wilson 在1987年提出阿爾曼蟻科與蜂蟻屬（Sphecomyrma）為同一物種的假說，認為這些化石其實是同一物種的不同階級，Sphecomyrma freyi 是工蟻，Armania robusta 是蟻后，Paleomyrmex zherichini （Dlusskyidris zherichini）是雄蟻，但隨著更多的化石出土，該假說也隨之被拒。
阿爾曼蟻科所有的化石都出自於沉積層，保存不良，影響鑑定特徵的精確度。總體來說，阿爾曼蟻科腹柄節單節且不發達，連結到胸部的面積大；觸角柄節短；雌蟲外形類似蟻后；大顎類似胡蜂科，可能生有一齒或兩齒，但此特徵可能是保存情況所導致，觸角柄節較短的特徵也出現在蜂蟻亞科的物種之中，因此該特徵不能區別阿爾曼蟻科與蟻科，同樣地，除了蟻科擁有腹柄節，青蜂總科 (Chrysidoidae) 已滅絕的偽蟻科 (Falsiformicidae) 也有腹柄節，但兩者完全沒有關聯。分辨蟻科的兩決定性特徵是，雌成蟲分成工蟻及蟻后，但目前阿爾曼蟻科沒有工蟻的紀錄；另一特徵是後胸側板腺的存在，Dlussky 指出有些化石具有後胸側板腺，但由於保存狀況，其準確度受到質疑。

## 屬與種
- 阿爾曼蟻亞科 Armaniinae Dlussky, 1983
  - 古螫蟻屬 Archaeopone Dlussky, 1975
    - Archaeopone kzylzharica Dlussky, 1975
    - 泰勒古螫蟻 Archaeopone taylori Dlussky, 1983

  - 阿爾曼蟻屬 Armania Dlussky, 1983  (jr synonym = "Armaniella" Dlussky, 1983)
    - 巨首阿爾曼蟻 Armania capitata Dlussky, 1983
    - 奇異阿爾曼蟻 Armania curiosa (Dlussky, 1983)
    - 原始阿爾曼蟻 Armania pristina Dlussky, 1983
    - 強烈阿爾曼蟻 Armania robusta Dlussky, 1983

  - Dolichomyrma Dlussky, 1975
    - Dolichomyrma latipes Dlussky, 1975
    - Dolichomyrma longiceps Dlussky, 1975

  - 克妲尼亞蟻屬 Khetania Dlussky, 1999
    - 巨齒克妲尼亞蟻 Khetania mandibulata Dlussky, 1999

  - 奧拉帕蟻屬 Orapia Dlussky, Brothers & Rasnitsyn, 2004
    - 小奧拉帕蟻 Orapia minor Dlussky, Brothers & Rasnitsyn, 2004
    - 拉氏奧拉帕蟻 Orapia rayneri Dlussky, Brothers & Rasnitsyn, 2004

  - 翅針蟻屬 Poneropterus Dlussky, 1983
    - 似蜂翅針蟻 Poneropterus sphecoides Dlussky, 1983

  - 擬阿爾曼蟻屬 Pseudarmania Dlussky, 1983
    - 偏側擬阿爾曼蟻 Pseudarmania aberrans Dlussky, 1983
    - 拉氏擬阿爾曼蟻 Pseudarmania rasnitsyni Dlussky, 1983